# Kermesse
En kermesse (kermes eller kirmes, formentlig en
afkortning af tysk Kirchmesse) er den årlige
fest for en kirkebygnings indvielse.
Sådanne fester kan føres tilbage til det 4. århundrede.
I middelalderen knyttedes markeder og markedsgøgl
sammen med den, og efterhånden gav det dagen sit præg.
Kermesser afholdes endnu og ikke alene
i katolske lande, men for eksempel også i Holland.
Mange steder er de forskellige kermesser slået sammen til en,
der er en slags høstfest, jævnfør Bournonvilles
ballet Kermessen i Brügge.
| Kermesser i malerkunsten |
| - David Teniers: Flamsk kermesse, 1640 - David Teniers: Kermis på St. Georges dag, ca. 1665 - Jan Brueghel: Kermesse, før 1678 |